# 조 콜
조지프 존 "조" 콜(영어: Joseph John "Joe" Cole, 1981년 11월 8일 ~ )은 잉글랜드의 전 축구 선수로, 포지션은 공격형 미드필더, 윙어이다.

## 유년기
조 콜은 런던의 이즐링턴에서 태어났다. 7살 때 캄든 타운으로 이사하였다. 메릴본(Marylebone)에 있는 세인트 메리즈 프라이머리 스쿨에서 교육을 받았다. 이로써 그의 형이었던 제로드 콜(Jarrod Cole)과 같은 학교 출신이 되는 것인데, 그의 형 제로드 콜은 현재 떠오르는 럭비 스타이다. 이후 조 콜은 캄든에 있는 하버스톡 힐 스쿨과 노스 런던의 세인트 알로이시우스 칼리지를 다녔다. 집은 롬포드에 있었다.

## 웨스트 햄
조 콜은 어렸을 적 축구 신동이었으며 학창 시절 중 전국적으로 미디어의 주목을 한 몸에 받았다. 조 콜은 유명한 웨스트 햄 유나이티드 FC의 유소년 육성 시스템의 산출물이었다. 조 콜은 장래가 상당히 촉망 받는 유망주였고, 맨체스터 유나이티드는 그가 16세일 때 벌써 영입 대가로 1000만 영국 파운드를 제시한 바 있다고 알려져 있다.
영국 사람들에게 추앙 받는 왕년의 축구 선수 폴 개스코인에 대한 판박이 같이, 조 콜은 웨스트 햄에서 빠르게 성장해 나갔다. 17세에 팀 데뷔를 하였다.
1999년 조 콜은 유소년 컵(Youth Cup) 결승전에서 웨스트 햄 팀이 코벤트리 시티(Coventry City)를 9-0으로 물리치고 우승컵을 거머쥘 때의 주역이었다. 이후 2003년 1월, 당시 웨스트 햄 유나이티드의 글렌 로에더 감독은 아직 약관 21세밖에 안 된 조 콜에게 웨스트 햄 클럽의 주장 완장을 차게 했다. 불행하게도, 시즌 후 웨스트 햄 유나이티드는 1부 리그에서 강등됐다. 팀 역대 최고 승점인 42점을 기록했지만 말이다.

## 첼시

### 2003-2004
조 콜은 1부 리그에서 강등된 웨스트 햄 유나이티드를 떠났다. 그를 낚아챈 팀은 첼시 FC였다. 2003년 러시아 출신 구단주 로만 아브라모비치의 '러시아 혁명'의 일환으로서 조 콜은 첼시 FC에 140000만 파운드에 매각됐다. 조 콜은 이적을 통해 잉글랜드 축구 국가대표팀에서 입지를 다지고자 의도하였다. 하지만 클럽 팀에서 주전 경쟁이 하도 치열했기 때문에 조 콜은 클라우디오 그지 하의 잉글랜드 축구 대표팀이나 첼시 FC에서나 주전 자리를 잘 꿰찰 수 없었다.
조 콜의 말에 따르면 클라우디오 라니에리 감독은 그가 이적을 마친 후 며칠 후 바로 그를 PFC CSKA 안데스크에 임대해줄 생각이었다고 한다. 조 콜은 이적을 거부했고 첼시에 남았다. 하지만 2003-04년 시즌 초반에는 가끔씩밖에 출장을 못했으며, 라니에리 감독이 스콧 파커와 2004년 1월 계약을 한 이후로는 거의 출장 못하는 - 중요하지 않은 선수로 격이 떨어졌다.

### 2004-2005
조 콜은 그의 기술과 창의성 면에서 높은 점수를 받고 있었으나 올-라운드 플레이를 통한 팀에 대한 공헌 면에서는 낮은 점수를 받고 있었다. 조제 모리뉴 감독이 2004년 첼시로 부임해오자, 조 콜은 모리뉴 감독 부임 초기 입지가 흔들렸었으나, 나중에 가서는 라니에리 감독 시절보다 더 출장을 많이 하게 되었다.
2005년 1월, 조 콜은 리버풀 전에서 결승 골을 기록하고 나서, 그의 수비 임무를 소홀히 하였다는 이유로 모리뉴 감독에 의해 공개적으로 비판을 받았다. 모리뉴 감독은 조 콜을 두 얼굴을 가진 축구 선수로 묘사했는데, 한 쪽 '얼굴'은 모리뉴 감독이 좋아하는 얼굴이었고 (콜의 장래성과 기술적 능력), 다른 한 쪽 '얼굴'은 모리뉴 감독이 싫어하는 얼굴이었다. (콜이 수비 역할과 잘 안 맞는 다는 것.) 모리뉴는 조 콜이 골을 기록하고 나자 바로 포르투갈 출신의 미드필더 티아고 카르도소 멘데스와 조 콜을 교체해버렸는데, 모리뉴 감독은 그 이유를 설명하기를, "조 콜이 골을 넣자, 경기는 조 콜에 관해서는 끝나버렸다. 조 콜이 뛰지 않고, 플레이하지도 않았기 때문에 이후 10명을 가지고 플레이하였다."라고 하였다.
조 콜은 이에 대해 좋은 뜻으로 받아들였고, 2004-05 시즌 첼시의 1부 리그 우승 타이틀 멤버라는 스타가 되기까지 다른 선수들의 부상 덕을 봤다. (특히 아르연 로번의 부상) 조 콜은 잉글랜드 축구 국가대표팀의 레프트 미드필드 자리도 꿰찼는데, 이 자리는 잉글랜드 대표팀이 수 년간 적임자가 없어 고민하던 자리였다. 조 콜은 2004-05년 프리미어리그 시즌 동안 다수의 골을 기록하였다. 특히 노위치와의 경기에서 (그의 약한 쪽 발인) 왼발로 찬 22야드짜리 골은 2004-05년 프리미어리그 탑 10 골에 선정되기도 하였다. 이 시즌에는 첼시 FC가 우승해서 프리미어리그 챔피언 메달을 받았다.

### 2005-2006
조 콜은 아르연 로번과 팀에 새로 영입된 숀 라이트필립스와 치열한 주전 경쟁을 벌였다. 2005-06년 시즌 전반에 조 콜은 크게 평판이 높아져서, 라이트필립스와 더프를 누르고 빡빡한 주전 자리를 차지할 수 있었으며, 프로페셔널축구선수협회(PFA)의 올 시즌의 팀이라는 명단에 오르기도 했다. 많은 축구 전문가로부터 첼시 선수 중 가장 창의력 있는 플레이를 하는 선수라는 평가를 받고 있었다. 2006년 3월에는 심지어 조세 모리뉴 감독이 좁은 다이아몬드형 미드필드 진을 갖추기 위해 그를 선발에서 뺐기 때문에 잉글랜드 FA 컵 준결승에서 리버풀에게 2-1로 진 것이라고 사람들은 말하기도 했다. 2005-06년 시즌 조 콜은 앤필드에서 열린 리버풀 전에서, 하이베리의 아스널 전에서, 맨체스터 유나이티드와의 홈 경기에서 (페르디난드와 비디치를 피해서 골을 넣었다.) 각각 중요한 골을 넣었다.
2005-06 시즌 중 조 콜은 첼시 FC와 4년 연장 계약을 체결하였다. 조 콜은 맨체스터 유나이티드와의 시즌 마지막 경기에서 솔로 골을 기록하였고, 이에 조 콜의 2005-06 시즌은 마무리되었다.

### 2006-2007

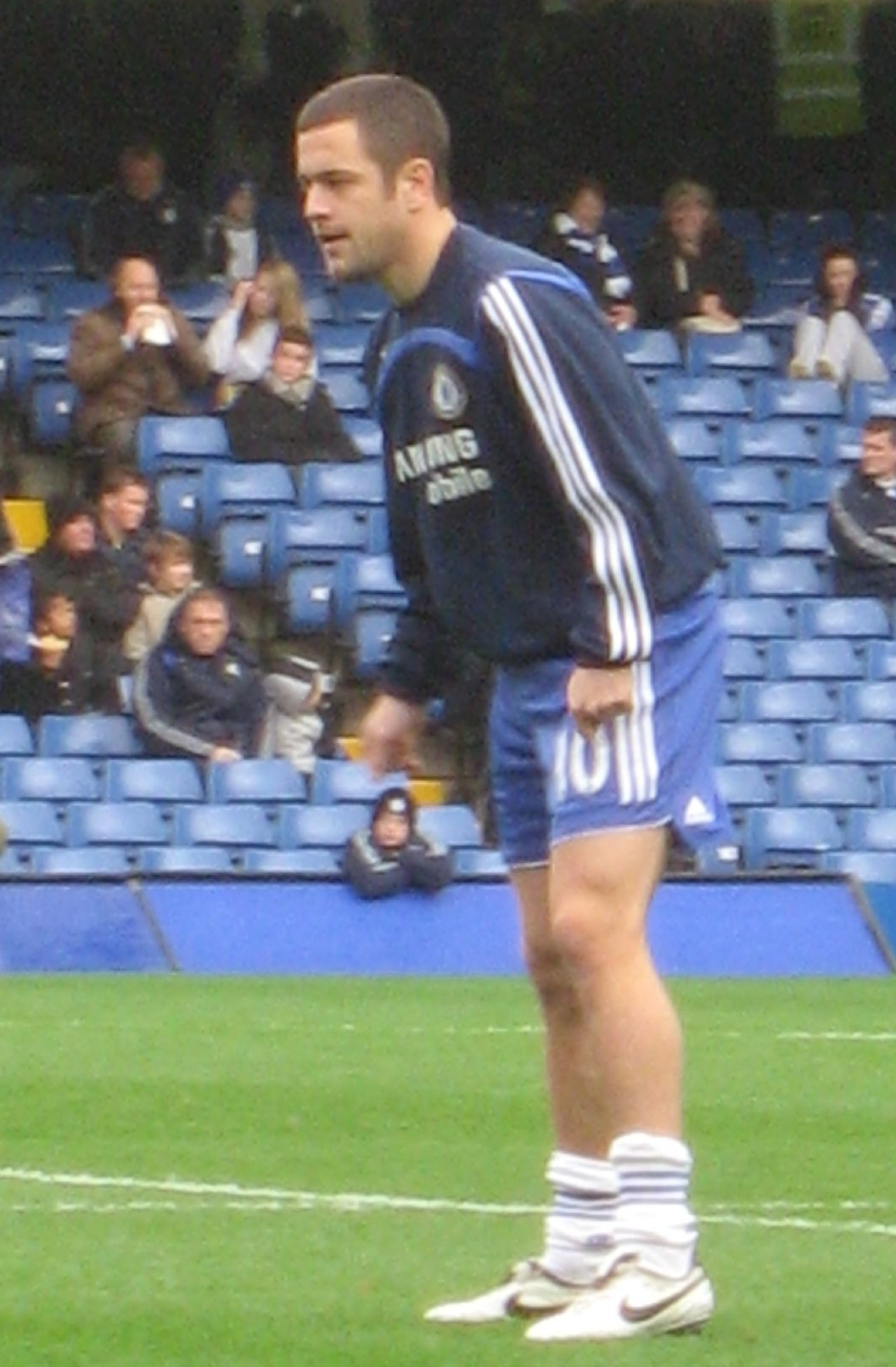
2007년의 조 콜

조 콜은 2006-07시즌의 첫 석 달 동안은 부상으로 인해 나오지 못했다. 유로 2008 예선 네 경기에서도 뛰지 못했다. 첼시 팀 소속으로 미국에서 시즌 전 투어를 하다가 오른 쪽 무릎에 부상을 당했기 때문이었다. 2006년 10월 14일 첼시가 레딩 FC를 1-0으로 꺾고 승리한 경기에서 후반 교체 선수로 나오면서 복귀했다. 2006-07 시즌 조 콜은 블랙번 로버스 FC와의 칼링 컵 3 라운드 경기 중, 첼시 팀의 두 개의 골 중 첫 번째 골을 넣음으로써 시즌 첫 골을 기록하였다.
2006년 말 주상골에 스트레스 프랙쳐가 발생하여 (발목에 금이 가), 2007년 1월에 수술하였다. 2007년 1월 30일 첼시 웹사이트 인터뷰를 통해, 그는 언제 팀에 복귀할 지 그 예정일을 말하고 싶지 않다고 하였다. 2007년 2월 24일 축구 팀 의사인 브라이언 잉글리쉬는 3월 말이나 4월 초에 조 콜이 팀에 복귀할 것이라고 말하였다.
몸이 완전히 성한 상태가 아닌 채로 조 콜은 스탬퍼드 브리지에서 열린 2006-07 UEFA 챔피언스 리그 8전 - 대 발렌시아 전에 출전하였고 이 경기에서 첼시는 발렌시아와 1-1로 비겼다. 조 콜은 3판 2승제의 경기 중 두 번째 경기에서 첼시가 2-1로, 세 번째 경기에서 첼시가 3-2로 이기는 데 크게 공헌하였다. 조 콜은 블랙번과의 FA 컵 준결승전에 출전하였다. 이 경기에서 첼시는 연장전 끝에 2-1로 이겼다. 토트넘과 웨스트 햄 전에서 조 콜은 교체 멤버로서 교체되어 뛰었다. 2007년 4월, 스탬퍼드 브리지에서 열린 조 콜은 리버풀과의 챔피언스 리그 준결승 1차전에서 첼시의 유일한 골(첼시의 1:0 승리의 결승골) 을 기록하였다.

## 리버풀
리버풀 FC에서 2012-2013시즌 전반기 1골에 그치며 부진했다.

## 웨스트햄 유나이티드
전반기 부진했던 그는 결국 2013년 1월, 리버풀 FC와 계약해지 이후 웨스트햄 유나이티드 FC 로 10년 만에 친정팀에 복귀했다.

### 우승/수상 경력
- FA 유스 컵: 1999
- FA 프리미어리그: 2005, 2006, 2010
- 풋볼 리그 컵: 2005, 2007
- FA 커뮤니티 쉴드: 2005, 2009
- 잉글랜드 FA 컵: 2007, 2009, 2010

## 국가대표팀
조 콜은 2002년 FIFA 월드컵에 출전한 잉글랜드 축구 국가대표팀의 일원이었다. 하지만 선발로는 뛰지 못했고, 교체 선수로 나가거나 벤치를 지켰다. 그는 유로 2004의 멤버였으나, 출장은 하지 않았다.
사람들은 잉글랜드 축구 국가대표팀에서 그가 과연 레프트 윙으로서 뛸 수 있는 능력이 되는지에 대해 논쟁했다. 왼발잡이 스튜어트 다우닝이나 10대 시오 월컷 등이 대표팀에 들어가야 한다는 논쟁이 있었다. 하지만 조 콜은 대표팀에서 2005년에서 2006년 사이 계속 뛰었으며, 덴마크, 북아일랜드, 아르헨티나 대표팀과의 경기에 출장하였다.
2006년 FIFA 월드컵 이전 열린 친선전에서 그는 그 명성을 높여 갔다. 2006년 5월 첼시 팀 동료인 숀 라이트필립스를 제치고 2006년 FIFA 월드컵 대표팀 멤버로 확정되었다. 2006년 6월 10일 잉글랜드 대표팀의 월드컵 개막전인 파라과이와의 경기에서 왼쪽 미드필더로 출전하였다.
2006년 6월 20일 잉글랜드는 스웨덴과 2-2로 비겼다. 이 경기에서 조 콜은 전반 34분 멋진 발리 슛을 기록하였으며, (후반) 85분에는 스티븐 제라드에게 어시스트를 하여 득점하게 하기도 하였다. 이 경기가 끝난 후 버드와이저는 조 콜이 "오늘 경기의 선수"로 선정되었다고 발표하였다. 스웨덴의 축구 팬들도 그를 칭찬하였다고 전해졌다.
2006년 월드컵이 끝난 후, 열린 네덜란드와의 친선 경기에서 조 콜은 웨인 루니에게 크로스를 올려 득점하게 하였다. 부상을 겪고 난 후, 2007년 6월 1일 브라질과의 친선 경기에서 복귀전을 치렀다.
2007년 6월 조 콜은 에스토니아와의 유러피언 챔피언십 예선전에서 그의 7번째 골을 기록하였다.

## 기타
조 콜은 피트니스 지도사인 칼리 적커와 약혼하였다. 이 연인은 조 콜의 서레이 콥햄에 있는 2천1백만짜리 저택에서 산다. 가까운 친구들의 말에 따르면 내년 여름 쯤에 결혼할 예정이라고 한다. 최근 주말에 조 콜이 약혼녀에게 5만 파운드짜리 결혼 반지를 주며 프로포즈했다는 루머가 있다.
조 콜은 자동차 광이다. 엔초 페라리를 소유하고 있으며, 이외에도 메르세데스 S-클래스 등의 고급 승용차를 보유하고 있다.
그는 최근 사이스틱 바이브로시스 트러스트의 후원자가 되었다.
2005-06년 시즌 말, 당시 잉글랜드 감독이었던 스벤예란 에릭손 감독에 의해 올해의 축구 선수 상에 후보로 오르기도 했다.
2006년 월드컵 당시 스웨덴전에서 기록한 조 콜의 30야드짜리 발리 슛은 2006년 월드컵을 다룬 여러 프로그램에서 월드컵 최고의 골로 기록되었다.
조 콜은 그의 아버지에게 캠든 타운의 알링턴 로드에 25만 파운드짜리 가게를 하나 사 드렸으며, 그의 아버지의 빚을 대신 갚아 그가 다시 소형 택시 서비스를 할 수 있게 해 드렸다. 하지만 몇 개월 뒤 가게는 망했고, 가게가 있던 자리에는 조 콜의 친구가 운영하는 티켓 판매소가 들어섰다.
조 콜은 음악에 열심인 뮤지션인데, 여가 시간에 베이스 기타를 친다.
그는 다음과 같이 말한 바 있다 : "내가 어렸을 적에는 항상 축구공을 발에 끼고 살았습니다."

## 수상
개인
- 2006년 FIFA 월드컵 맨 오브 더 매치 : vs. 스웨덴 (조별리그)